# Episodi de Il Trono di Spade (quarta stagione)
La quarta stagione della serie televisiva Il Trono di Spade (Game of Thrones), composta da dieci episodi, è stata trasmessa sul canale statunitense HBO dal 6 aprile al 15 giugno 2014.
In Italia, la stagione è andata in onda in prima visione in lingua italiana sul canale satellitare Sky Atlantic dal 18 aprile al 20 giugno 2014. È stata trasmessa in lingua originale sottotitolata in italiano dal 9 aprile al 18 giugno 2014, a pochi giorni di distanza dalla trasmissione statunitense. È stata trasmessa in chiaro dal 23 novembre 2015 al 18 gennaio 2016 su Rai 4.
Cast
Durante questa stagione entrano nel cast principale Kristofer Hivju, Hannah Murray, Gwendoline Christie e Iwan Rheon, mentre ne escono Jack Gleeson, Sibel Kekilli e Rose Leslie.
Joe Dempsie non è accreditato e non appare.
| nº | Titolo originale           | Titolo italiano                   | Prima TV USA   | Prima TV Italia |
| -- | -------------------------- | --------------------------------- | -------------- | --------------- |
| 1  | Two Swords                 | Le due spade                      | 6 aprile 2014  | 18 aprile 2014  |
| 2  | The Lion and the Rose      | Il leone e la rosa                | 13 aprile 2014 | 25 aprile 2014  |
| 3  | Breaker of Chains          | La fuga                           | 20 aprile 2014 | 2 maggio 2014   |
| 4  | Oathkeeper                 | In cerca di un colpevole          | 27 aprile 2014 | 9 maggio 2014   |
| 5  | First of His Name          | L'ultima notte dei ribelli        | 4 maggio 2014  | 16 maggio 2014  |
| 6  | The Laws of Gods and Men   | Le leggi degli dei e degli uomini | 11 maggio 2014 | 23 maggio 2014  |
| 7  | Mockingbird                | Il campione                       | 18 maggio 2014 | 30 maggio 2014  |
| 8  | The Mountain and the Viper | La Vipera e la Montagna           | 1º giugno 2014 | 6 giugno 2014   |
| 9  | The Watchers on the Wall   | Il coraggio di pochi              | 8 giugno 2014  | 13 giugno 2014  |
| 10 | The Children               | I Figli della Foresta             | 15 giugno 2014 | 20 giugno 2014  |

## Le due spade
- Titolo originale: Two Swords
- Diretto da: David Benioff (non accreditato)[3] e D.B. Weiss
- Scritto da: David Benioff e D.B. Weiss

### Trama
A Approdo del Re, lord Tywin fa fondere Ghiaccio, l'ancestrale spadone valyriano di Casa Stark, un tempo appartenuto a lord Eddard, per forgiare due nuove spade in Acciaio di Valyria. Una spada viene assegnata a re Joffrey, l'altra al figlio Jaime, che rifiuta di governare Castel Granito e rinnova la sua volontà di rimanere nella Guardia Reale, in modo tale da poter restare insieme a Cersei.
Successivamente, Jaime si fa innestare una mano dorata da Qyburn, per sostituire quella persa.
Tyrion attende l'arrivo del principe Oberyn Martell, mandato nella capitale da suo fratello maggiore, il Lord Protettore di Dorne, ovvero Doran Martell, per rappresentarlo alle nozze reali. Una volta giunto a destinazione con al seguito la sua concubina, Oberyn rivela al Folletto le reali motivazioni riguardo al suo arrivo a Approdo del Re: egli è in cerca di vendetta per la morte di sua sorella Elia Martell, moglie tradita di Rhaegar Targaryen, uccisa da ser Gregor su ordine di Tywin durante la Ribellione di Robert.
Un'ancella di Sansa ascolta casualmente una discussione tra Tyrion e Shae e riferisce alla regina Cersei della relazione tra i due.
A sud della Barriera, Ygritte e Tormund discutono la loro prossima mossa, in attesa di ordini da Mance; successivamente, i due vengono raggiunti da Styr, il comandante di uno dei tanti popoli di bruti, e dal suo gruppo di Thenn cannibali.
Al Castello Nero, Jon viene interrogato da ser Alliser, reso Lord Comandante ad interim, da ser Janos Slynt, l'ex-comandante della Guardia Cittadina esiliato da Tyrion, e da Maestro Aemon. Jon ammette di aver ucciso il Monco e di aver violato la regola sulla castità, ma rivela anche tutto ciò che ha appreso riguardo ai piani dei bruti. Alla fine, nonostante ser Alliser voglia farlo giustiziare, il ragazzo viene lasciato andare da Maestro Aemon.
Sulla strada per Meereen, Daenerys conduce il suo esercito in marcia verso la terza e ultima delle tre grandi Città Schiaviste, decisa a liberarla. La Khaleesi è però costretta ad assistere a uno scenario pietoso: dopo aver saputo che cosa ha fatto nelle altre due città schiaviste, i padroni di Meereen, per oltraggiare la Madre dei Draghi, hanno crocifisso 163 bambini schiavi lungo la strada che porta alla città.
Nelle Terre dei Fiumi, Sandor informa il suo ostaggio, ovvero Arya, di aver intenzione di chiedere un riscatto alla zia della ragazza, lady Lysa della Valle di Arryn. Durante il viaggio, i due si imbattono in alcuni soldati Lannister, tra cui Polliver, l'uomo che rubò la spada Ago a Arya. Il Mastino scatena uno scontro in cui uccide tutti i soldati, cosicché Arya possa recuperare la sua amata spada, dono del fratellastro Jon.
- Durata: 58 minuti[4]
- Guest star: Diana Rigg (Lady Olenna Tyrell), Pedro Pascal (Principe Oberyn Martell), Indira Varma (Ellaria Sand), Michiel Huisman (Daario Naharis), Ian McElhinney (Ser Barristan Selmy), Peter Vaughan (Maestro Aemon), Owen Teale (Ser Alliser Thorne), Anton Lesser (Qyburn), Yuri Kolokolnikov (Styr), Jacob Anderson (Verme Grigio), Nathalie Emmanuel (Missandei), Dominic Carter (Janos Slynt), Daniel Portman (Podrick Payne), Ian Beattie (Ser Meryn Trant), Tony Way (Dontos Hollard), Will Tudor (Olyvar), Andy Kellegher (Polliver), Chris Reilly (Morgan), Stuart Martin (Amico di Morgan), Joseph Gatt (Metamorfo dei Thenn), Martin Walsh (Locandiere), Daniel Rabin (Lord Blackmont), Brian Fortune (Othell Yarwyck), Dez McMahon (Ser Endrew Tarth), Sara Dylan (Bernadette), Josephine Gillan (Marei), Kristen Gillespie (Prostituta 1), Tommy Dunne (Fabbro di Volantis), Gabrielle Dempsey (Figlia del locandiere), Maria Sikavica (Prostituta 2).
- Capitoli trasposti dalle Cronache del ghiaccio e del fuoco: 19 (Sansa II) e 66 (Sansa VIII) del romanzo Lo scontro dei re (A Clash of Kings); 33 (Tyrion IV), 39 (Tyrion V), 49 (Jon VI), 58 (Daenerys V), 63 (Jaime VII), 68 (Jaime VIII), 70 (Jon IX) e 75 (Arya XIII) del romanzo Tempesta di spade (A Storm of Swords).
- Tracce della colonna sonora presenti: The Kingsroad, Valar Morghulis, You Know Nothing, Meereen, Two Swords, The North Remembers.
- Ascolti USA: telespettatori 6 640 000[5]
- Ascolti Italia (pay): telespettatori 224 713[6]

## Il leone e la rosa
- Titolo originale: The Lion and the Rose
- Diretto da: Alex Graves
- Scritto da: George R. R. Martin

### Trama
Lord Roose fa ritorno a Forte Terrore, fortezza ancestrale della famiglia Bolton, quindi rimprovera il figlio bastardo, Ramsay, per aver torturato e mutilato Theon, ormai completamente succube di Ramsay, tanto da aver accettato di cambiare nome in Reek ("putrido") e aver confessato la verità sulle sorti di Bran e Rickon. Per questo ultimo fatto, lord Bolton ordina al suo sottoposto, Locke, di ritrovare i ragazzini Stark e ucciderli; infine, invia Ramsay e Reek a riconquistare il Moat Cailin, avamposto del Nord caduto in mano agli Uomini di Ferro.
Oltre la Barriera, Bran, di fronte a un Albero-Diga (antichi alberi bianchi con foglie rosse presenti soprattutto nel Nord e veicoli per la magia), ha una visione del Corvo a Tre Occhi, di suo padre Eddard, dell'ombra di un drago su Approdo del Re e della sua caduta paralizzante a Grande Inverno. Ascoltando i sussurri nelle varie visioni, Bran comprende la sua destinazione.
A Roccia del Drago, Melisandre ordina la morte sul rogo di molti sudditi di re Stannis, tra cui il fratello della regina Selyse, ovviamente come omaggio al Signore della Luce.
A Approdo del Re, Bronn aiuta Jaime a riacquistare la padronanza dell'uso della spada.
Nei giardini reali, lord Varys informa Tyrion che sua sorella Cersei ha scoperto la sua relazione con Shae e che presto lo dirà al padre, pertanto Tyrion costringe Shae ad andarsene da Approdo del Re, usando parole dure e ferendola gravemente.
Durante i festeggiamenti del matrimonio con Margaery, Joffrey, dopo aver messo in scena uno spettacolo di cattivo gusto ispirato alla guerra in corso, insulta e umilia più volte Tyrion, per poi obbligarlo a fargli da coppiere. Dopo qualche istante, però, il re si sente soffocare, mostrando chiari segni di un avvelenamento. Caduto a terra e tra le braccia dei suoi genitori, Joff esala il suo ultimo respiro, puntando il dito proprio contro lo zio Tyrion, subito accusato pubblicamente di regicidio e arrestato seduta stante. Nel mentre della tragedia, Dontos Hollard, il giullare personale di re Joffrey, implora Sansa di fuggire con lui.
- Durata: 53 minuti[7]
- Guest star: Diana Rigg (Lady Olenna Tyrell), Pedro Pascal (Principe Oberyn Martell), Indira Varma (Ellaria Sand), Michael McElhatton (Lord Roose Bolton), Julian Glover (Gran Maestro Pycelle), Noah Taylor (Locke), Tara Fitzgerald (Regina Selyse Baratheon), Roger Ashton-Griffiths (Lord Mace Tyrell), Finn Jones (Ser Loras Tyrell), Thomas Brodie Sangster (Jojen Reed), Ellie Kendrick (Meera Reed), Kristian Nairn (Hodor), Dean-Charles Chapman (Principe Tommen Baratheon), Daniel Portman (Podrick Payne), Ian Beattie (Ser Meryn Trant), Tony Way (Dontos Hollard), Kerry Ingram (Principessa Shireen Baratheon), Charlotte Hope (Myranda), Jazzy De Lisser (Tansy), Paul Bentley (Alto Septon), Elizabeth Webster (Lady Walda Bolton), James McHale (Ser Axell Florent), Pixie Le Knot (Kayla), Jón Þór Birgisson (Musicista), Orri Páll Dýrason (Musicista), Georg Hólm (Musicista), Raymond Griffiths (Nano interprete di Joffrey Baratheon), Max Laird (Nano interprete di Stannis Baratheon), Dean Whatton (Nano interprete di Renly Baratheon), George Appleby (Nano interprete di Robb Stark), Krysten Coombs (Nano interprete di Balon Greyjoy), Struan Rodger (Corvo con tre occhi)[8].
- Capitoli trasposti dalle Cronache del ghiaccio e del fuoco: 59 (Tyrion VII), 60 (Sansa IV), 61 (Tyrion VIII), 64 (Davos VI) e 73 (Jaime IX) del romanzo Tempesta di spade (A Storm of Swords).
- Tracce della colonna sonora presenti: Warrior of Light, The Rains of Castamere (4ª st.), First of His Name.
- Ascolti USA: telespettatori 6 310 000[9]
- Ascolti Italia (pay): telespettatori 170 688[10]

## La fuga
- Titolo originale: Breaker of Chains
- Diretto da: Alex Graves
- Scritto da: David Benioff e D.B. Weiss

### Trama
A Approdo del Re, Sansa, fuggita dal banchetto reale, viene condotta da Dontos sulla nave di lord Baelish. Ditocorto, dopo aver cancellato le tracce della sua fuga, dichiara alla ragazza di volerla proteggere.
Nel Tempio di Baelor, Cersei è distrutta per la morte del figlio e, insicura dell'esito dell'imminente processo al fratello minore, chiede a Jaime di uccidere Tyrion, ma l'uomo è contrario. Sebbene Cersei sia piuttosto scossa dalla situazione, subisce comunque il desiderio del fratello gemello, che la possiede davanti al cadavere del loro primogenito. 
Il principe Oberyn, Mace Tyrell (padre di Margaery e Lord Protettore dell'Altopiano) e Tywin vengono nominati giudici nel processo contro Tyrion. Quest’ultimo, recluso in cella in vista dell’imminente processo, riceve la visita del suo scudiero Podrick, che gli confessa di aver ricevuto un'offerta per testimoniare contro di lui. Tyrion ordina quindi a Pod di chiamare Jaime e di lasciare la città il prima possibile.
A Roccia del Drago, dopo l'arrivo della notizia della morte di Joffrey, Davos viene incolpato da Stannis per aver lasciato andare Gendry, il cui sangue si presume avrebbe deciso le sorti dei re usurpatori. Nonostante tutto, Davos si mostra ancora una volta contrario al fervore della sacerdotessa rossa e richiede intercessione alla Banca di Ferro di Braavos, per trovare l'oro necessario e assoldare così nuovi mercenari, perché secondo lui le guerre si vincono con gli uomini e non con la magia.
Nelle Terre dei Fiumi, Arya e il Mastino sono ospiti di un contadino che dà loro vitto e alloggio. La mattina seguente, però, Sandor deruba l'uomo e spiega a una Arya parecchio irritata il suo controverso codice morale.
Al Castello Nero, Samwell, preoccupato che Gilly possa finire stuprata dai suoi confratelli, porta la ragazza e il piccolo Sam in un bordello di Città della Talpa (la città più vicina alla Barriera), dove crede che sarà più al sicuro, assicurandosi che le vengano assegnati lavori normali e non di prostituzione. Gilly, però, è arrabbiata perché pensa che Sam voglia allontanarla da lui; quest'ultimo, invece, preferisce saperla al sicuro, piuttosto che in pericolo vicina a sé.
Nel frattempo, i bruti attaccano un villaggio vicino alla Barriera e inviano un ragazzino superstite di nome Olly al Castello Nero, per informare i Guardiani della Notte di quanto sta succedendo a sud della Barriera. I Guardiani, preoccupati dell'incombente attacco da parte di Mance e visto il loro esiguo numero, decidono di non uscire allo scoperto. Quando però i ranger Edd e Grenn tornano alla fortezza, dichiarando di essere rimasti prigionieri per tutto quel tempo dei Guardiani ribelli appropriatisi del rifugio di Craster, Jon consiglia di inviare un gruppo di uomini con il compito di uccidere gli ormai ex Guardiani della Notte, i quali potrebbero informare Mance sulla reale consistenza delle forze presenti al Castello Nero.
Giunta alle porte di Meereen, Daenerys assiste allo scontro tra Daario e Oznak zo Pahl, il campione della città. Quando quest’ultimo viene sconfitto dal suo uomo, la Distruttrice di Catene chiede agli schiavi presenti di ribellarsi ai propri padroni poi, con delle catapulte, lancia dentro la città i collari dei 163 bambini schiavi trovati morti crocifissi lungo il cammino per la città, stupendo così sia gli schiavi ancora vivi sia i padroni di Meereen.
- Durata: 57 minuti[11]
- Guest star: Diana Rigg (Lady Olenna Tyrell), Pedro Pascal (Principe Oberyn Martell), Indira Varma (Ellaria Sand), Michiel Huisman (Daario Naharis), Ian McElhinney (Ser Barristan Selmy)[12], Peter Vaughan (Maestro Aemon), Julian Glover (Gran Maestro Pycelle), Owen Teale (Ser Alliser Thorne), Yuri Kolokolnikov (Styr), Dominic Carter (Janos Slynt), Jacob Anderson (Verme Grigio), Nathalie Emmanuel (Missandei), Mark Stanley (Grenn), Ben Crompton (Eddison Tollett), Daniel Portman (Podrick Payne), Tony Way (Dontos Hollard), Will Tudor (Olyvar), Dean-Charles Chapman (Principe Tommen Baratheon), Josef Altin (Pypar), Ian Beattie (Ser Meryn Trant), Joel Fry (Hizdahr zo Loraq), Finbar Lynch (Contadino), Kerry Ingram (Principessa Shireen Baratheon), Brenock O'Connor (Olly), Jem Wall (Guymon), Raewyn Lippert (Madre di Olly), Lois Winstone (Prostituta di Città della Talpa), Lu Corfield (Tenutaria di Città della Talpa), Joseph Gatt (Metamorfo dei Thenn), Brian Fortune (Othell Yarwyck), Paul Bentley (Alto Septon), Patrick Molloy (Guardiano della notte), Emilio Doorgasingh (Grande Padrone 1), Trixiebelle Harrowell (Sally), Josephine Gillan (Marei), Xena Avramos (Prostituta), Derek Horsham (Grande Padrone 2), Joshua Sher (Schiavo), Conor Watters (Schiavo di Hizdahr zo Loraq).
- Altri interpreti: Daniel Naprous (Oznak zo Pahl)[13].
- Capitoli trasposti dalle Cronache del ghiaccio e del fuoco: 56 (Jon VII), 58 (Daenerys V), 62 (Sansa V), 63 (Jaime VII), 66 (Arya XII) e 67 (Tyrion IX) del romanzo Tempesta di spade (A Storm of Swords).
- Tracce della colonna sonora presenti: Warrior of Light, Dracarys, Thenns, Meereen.
- Ascolti USA: telespettatori 6 590 000[14]
- Ascolti Italia (pay): telespettatori 194 548[15]

## In cerca di un colpevole
- Titolo originale: Oathkeeper
- Diretto da: Michelle MacLaren
- Scritto da: Bryan Cogman

### Trama
A Meereen, Verme Grigio riesce a entrare nella città con un gruppo di Immacolati, che armano gli schiavi e li convincono a rivalersi sui loro padroni: la quinta colonna espugna le difese e la città viene presa. Daenerys ha così la possibilità di vendicare i 163 bambini schiavi crocifissi, punendo i loro schiavisti allo stesso modo.
A Approdo del Re, Bronn convince Jaime a incontrare suo fratello Tyrion, che gli confessa la sua innocenza e lo implora di aiutare sua moglie Sansa. Jaime, allora, andando contro l'ordine della sorella Cersei di portarle la testa di Sansa, regala a Brienne la sua spada in Acciaio di Valyria, chiamata Giuramento, chiedendole poi di andare alla ricerca di Sansa insieme a Podrick, per portarla in un luogo sicuro una volta trovata.
Margaery apprende della complicità di sua nonna Olenna nel regicidio: l'anziana donna voleva evitare alla nipote di sposare un ragazzo tanto crudele come Joffrey, convincendola ad avvicinarsi ora al principe Tommen. La giovane Tyrell inizia così a guadagnarsi l'affetto e la fiducia del nuovo re.
Sul Mare Stretto, Sansa comincia a sospettare di Ditocorto circa l'omicidio del re e quest'ultimo conferma i suoi sospetti, ammettendo di aver messo del veleno in un'ametista mancante della collana che il giullare Dontos aveva donato alcuni giorni prima alla Stark, rendendo di fatto la pietra un contenitore di veleno.
Al Castello Nero, Jon ottiene da ser Alliser il permesso di andare al rifugio di Craster con alcuni volontari per uccidere i Guardiani della Notte disertori: fra i volontari vi è Locke, infiltratosi nei Guardiani della Notte per meglio indagare su Rickon e Bran.
Oltre la Barriera, i Guardiani disertori rimasti al rifugio di Craster vivono come nuovi lord del posto, insieme alle figlie/mogli di Craster. Il loro leader, Karl, ordina a Rast di abbandonare l'ultimo figlio maschio di Craster nei boschi, come era solito fare il bruto. Tornato al rifugio, Rast infastidisce Spettro, il metalupo di Jon, ora prigioniero dei ribelli.
Nel frattempo, Bran e i suoi compagni di viaggio, attirati verso il rifugio di Craster dai pianti del neonato abbandonato, vengono catturati dai disertori, che scoprono l'identità di tutti quanti loro.
Nelle Terre dell'Eterno Inverno, oltre la Barriera, un Estraneo conduce il neonato di Craster su un altare. Qui, il Re della Notte, un estraneo dall'aspetto importante, sottopone il bimbo a un processo di metamorfosi e lo tramuta in un Estraneo.
- Durata: 55 minuti[16]
- Guest star: Diana Rigg (Lady Olenna Tyrell), Michiel Huisman (Daario Naharis), Ian McElhinney (Ser Barristan Selmy), Owen Teale (Ser Alliser Thorne), Burn Gorman (Karl Tanner), Noah Taylor (Locke), Dominic Carter (Janos Slynt), Nathalie Emmanuel (Missandei), Jacob Anderson (Verme Grigio), Thomas Brodie-Sangster (Jojen Reed), Ellie Kendrick (Meera Reed), Kristian Nairn (Hodor), Mark Stanley (Grenn), Ben Crompton (Eddison Tollett), Luke Barnes (Rast), Dean-Charles Chapman (Principe Tommen Baratheon), Daniel Portman (Podrick Payne), Josef Altin (Pypar), Brenock O'Connor (Olly), Emilio Doorgasingh (Grande Padrone 1), Reece Noi (Mossador), Philip Philmar (Schiavo anziano), Ross Mullan (Estraneo), Richard Brake (Re della Notte), Deirdre Monaghan (Morag), Robert Goodman (Schiavo valyriano), Karl Jackson (Immacolato), Jane McGrath (Sissy), Aeryn Walker (Moglie di Craster), Cheryl Lester (Moglie di Craster), Will Fortune, Jon Freeman.
- Capitoli trasposti dalle Cronache del ghiaccio e del fuoco: 58 (Daenerys V), 62 (Sansa V) e 73 (Jaime IX) del romanzo Tempesta di spade (A Storm of Swords); 5 (Bran I) del romanzo A Dance with Dragons.
- Tracce della colonna sonora presenti: North of the Wall, The Old Gods and the New, Three Blasts, Meereen.
- Ascolti USA: telespettatori 6 948 000[17]
- Ascolti Italia (pay): telespettatori 240 668[18]

## L'ultima notte dei ribelli
- Titolo originale: First of His Name
- Diretto da: Michelle MacLaren
- Scritto da: David Benioff e D.B. Weiss

### Trama
A Approdo del Re, Tommen Baratheon viene incoronato, nella sala del Trono, nuovo re dall'Alto Septon, il sommo officiante del Culto dei Sette Dèi, religione dominante nei Sette Regni.
Cersei parla della natura crudele di Joffrey e di quanto Tommen meriti il Trono di Spade con al suo fianco Margaery.
Nelle stanze del Primo Cavaliere, Tywin e Cersei discutono del matrimonio reale di Tommen con Margaery, dello svuotamento delle loro miniere d'oro e dei pesanti debiti della corona verso la Banca di Ferro della città libera di Braavos.
Successivamente, Cersei incontra Oberyn e i due si scambiano velate minacce sull'incolumità di Myrcella. Infine, la regina chiede al principe dorniano di portare alla figlia una nave costruita dai carpentieri di Approdo del Re come regalo di compleanno.
Nella Valle di Arryn, lord Petyr e Sansa, che ora si presenta come Alayne, nipote di Baelish, superano la Porta Insanguinata e raggiungono Nido dell'Aquila, dove sono attesi da lady Lysa e da suo figlio, lord Robin. Lysa vuole sposare Ditocorto immediatamente e, ricordando all'uomo tutto ciò che ha fatto per lui, ammette di aver avvelenato lei stessa suo marito, Jon Arryn, dietro suggerimento di Petyr stesso.
In seguito al matrimonio con lord Baelish, Lysa mostra a sua nipote Sansa tutta quanta la sua pazzia e ossessione, rivelando la gelosia verso la defunta sorella Catelyn, della quale Ditocorto era follemente innamorato, e il timore che il suo nuovo marito abbia un debole per la giovane Stark.
A Meereen, Daario informa Daenerys di aver conquistato la flotta della città e ser Barristan cerca di convincerla a salpare per il Continente Occidentale. Su consiglio di Jorah, però, la giovane Targaryen decide di riprendersi Yunkai e Astapor, nel frattempo sfuggite al suo controllo, e di rimanere nella Baia degli Schiavisti per governare le tre città da vera regina.
Sulla Strada del Re, Brienne non sembra molto convinta della validità del suo scudiero Podrick ma, mentre i due sono accampati per mangiare e passare la notte, il ragazzo sorprende Brienne, rivelandole di aver ucciso una Guardia Reale, ser Mandon Moore, durante la battaglia delle Acque Nere, per salvare la vita a lord Tyrion.
Nelle Terre dei Fiumi, Arya e Sandor continuano il loro viaggio verso Nido dell'Aquila e la ragazza viene criticata dall'uomo per come intende intraprendere la sua vendetta nei confronti dei Lannister.
Al rifugio di Craster, Bran, Hodor, Meera e Jojen sono ancora prigionieri dei disertori dei Guardiani della Notte. Karl si appresta a violentare Meera insieme ai suoi uomini. Jojen cerca invano di impedirglielo, dicendogli di potergli essere utile perché “ha la visione” e poi gli dice anche di aver “visto” che prima che termini la notte lui morirà e il suo cadavere brucerà. Subito dopo, Jon e i suoi uomini attaccano il rifugio di Craster. Locke, in esplorazione per conto di Jon, trova Bran e cerca di portarlo via con sé. L'uomo viene però fermato dall'erede di Grande Inverno, che entra nella mente di Hodor, libera i suoi compagni e uccide Locke. I disertori, nel frattempo, vengono tutti uccisi dai Guardiani della Notte lealisti, mentre Bran libera Estate e decide di non incontrare Jon, proseguendo verso nord per evitare che suo fratello lo riporti a sud per proteggerlo.
Compreso Locke, sono cinque i Guardiani leali morti contro i dieci dei disertori. L'ultimo traditore, Rast, viene sbranato vivo da Spettro. Recuperato il suo meta-lupo, Jon propone alle mogli di Craster di andare con lui e i suoi confratelli, per poi dar loro lavoro presso il Castello Nero, ma le donne hanno già sofferto abbastanza a causa dei confratelli disertori e pertanto preferiscono viaggiare da sole. Alla fine, le donne e i Guardiani lealisti danno fuoco al rifugio di Craster, insieme ai cadaveri dei disertori.
- Durata: 53 minuti[19]
- Guest star: Pedro Pascal (Principe Oberyn Martell), Michiel Huisman (Daario Naharis), Burn Gorman (Karl Tanner), Kate Dickie (Lady Lysa Arryn), Ian McElhinney (Ser Barristan Selmy), Julian Glover (Gran Maestro Pycelle), Noah Taylor (Locke), Roger Ashton-Griffiths (Lord Mace Tyrell), Thomas Brodie Sangster (Jojen Reed), Ellie Kendrick (Meera Reed), Nathalie Emmanuel (Missandei), Jacob Anderson (Verme Grigio), Dean-Charles Chapman (Re Tommen Baratheon), Daniel Portman (Podrick Payne), Finn Jones (Ser Loras Tyrell), Kristian Nairn (Hodor), Mark Stanley (Grenn), Ben Crompton (Eddison Tollett), Luke Barnes (Rast), Deirdre Monaghan (Morag), Lino Facioli (Lord Robin Arryn), Paul Bentley (Alto Septon), Jane McGrath (Sissy), Alisdair Simpson (Ser Donnel Waynwood).
- Capitoli trasposti dalle Cronache del ghiaccio e del fuoco: 69 (Sansa VI), 72 (Daenerys VI) e 73 (Jaime IX) del romanzo Tempesta di spade (A Storm of Swords); 10 (Brienne II) del romanzo Il banchetto dei corvi (A Feast for Crows); 5 (Bran I) del romanzo A Dance with Dragons.
- Tracce della colonna sonora presenti: Heir To Winterfell, Craster's Keep.
- Ascolti USA: telespettatori 7 155 000[20]
- Ascolti Italia (pay): telespettatori 256 847[21]

## Le leggi degli dei e degli uomini
- Titolo originale: The Laws of Gods and Men
- Diretto da: Alik Sakharov
- Scritto da: Bryan Cogman

### Trama
A Braavos, Stannis e Davos incontrano gli ufficiali della Banca di Ferro per ottenere un ingente aiuto economico, in modo da poter finanziare la creazione dell'esercito del re. Sebbene gli esponenti braavosiani pensino ancora che convenga loro puntare sulla causa di lord Tywin, le parole franche di Davos sembrano convincerli non solo del fatto che Stannis sia un uomo serio e onesto, ma anche che quest'ultimo sia disposto a ripagare in tempi brevi tale prestito.
Successivamente, Davos incontra Salladhor Saan alle terme e gli offre del denaro in cambio del suo aiuto, rendendo noto l'esito positivo dell'incontro alla Banca di Ferro.
A Forte Terrore, Yara fa una veloce irruzione nel castello con l'aiuto di un pugno dei suoi Uomini di Ferro, nel tentativo di riportare a casa Theon. Una volta trovato il fratello, però, la donna non riesce a convincerlo a lasciare la gabbia del canile dove è rinchiuso, poiché l'uomo è totalmente succube di Ramsay e teme che tutto ciò sia solo l'ennesima fuga simulata per poi ricatturarlo e giustificare torture più pesanti.
A un certo punto, Ramsay viene richiamato dalle urla di Reek e si precipita nella stanza, impedendo a Yara di portare via l'ostaggio e facendola fuggire rincorsa dai cani. Complimentatosi poi con Reek per l'ottimo lavoro svolto, Ramsay, dopo averlo ricompensato dandogli il permesso di lavarsi, incarica il suo "servo" di svolgere una particolare impresa: egli dovrà "fingersi" Theon Greyjoy ed entrare nel Moat Cailin per conto suo.
A Meereen, Daenerys accoglie nella Grande Piramide in cui si è insediata alcuni dei supplicanti in cerca d’aiuto o consiglio da parte della loro nuova regina. Dopo aver ripagato un capraio per la perdita delle sue capre a causa del drago Drogon, la donna accoglie la richiesta del nobile Hizdahr zo Loraq di poter seppellire dignitosamente il padre crocifisso durante la presa della città.
A Approdo del Re, il Concilio Ristretto fa mettere una taglia sulla testa del Mastino per aver ucciso gli uomini del re alla locanda nelle Terre dei Fiumi, poi decide di inviare delle spie di Varys a Meereen, per tenere d'occhio la continua ascesa di Daenerys.
Dopo il Concilio, inizia il processo di regicidio che vede come imputato Tyrion, durante il quale vari testimoni prendono parola: ser Meryn Trant (membro della Guardia Reale), il Gran Maestro Pycelle, la regina reggente Cersei e lord Varys vengono interrogati dai tre giudici supremi, lord Tywin, lord Mace e il principe Oberyn.
Durante un aggiornamento dell'udienza, Jaime incontra Tywin e gli chiede di risparmiare il fratello e di mandarlo alla Barriera, offrendo in cambio la sua disponibilità a lasciare la Guardia Reale e tornare a essere l'erede di Castel Granito. Tywin accetta l’accordo e così lo Sterminatore di Re chiede a Tyrion di comportarsi bene e di accettare il verdetto, qualunque esso sia.
Il processo riprende e, sebbene il Folletto si sia reso conto di come Cersei abbia compromesso l'esito dell'udienza, corrompendo tutti i testimoni, sembra accettare la proposta del fratello. Quando però Tywin chiama a testimoniare la prostituta Shae, Tyrion rimane ferito dalle bugie raccontate dalla donna per farlo sembrare colpevole e reagisce. Accecato dalla rabbia, il nano, dopo aver ricordato a tutti di aver salvato la città durante la Battaglia delle Acque Nere, nega apertamente di essere il colpevole del regicidio e afferma di rimpiangere il fatto di non esserlo stato, in quanto volentieri avrebbe avvelenato non solo Joffrey, ma l'intero Consiglio Reale, che l'ha incastrato in quella spiacevole situazione. Infine, Tyrion si appella al diritto divino di richiedere il verdetto per singolar tenzone.
- Durata: 51 minuti[22]
- Guest star: Pedro Pascal (Principe Oberyn Martell), Julian Glover (Gran Maestro Pycelle), Ian McElhinney (Ser Barristan Selmy), Mark Gatiss (Tycho Nestoris), Roger Ashton-Griffiths (Lord Mace Tyrell), Lucian Msamati (Salladhor Saan), Nathalie Emmanuel (Missandei), Jacob Anderson (Verme Grigio), Gemma Whelan (Principessa Yara Greyjoy), Finn Jones (Ser Loras Tyrell), Dean-Charles Chapman (Re Tommen Baratheon), Ian Beattie (Ser Meryn Trant), Joel Fry (Hizdahr zo Loraq), Charlotte Hope (Myranda), Phillip Arditti (Capraio), Rhodri Miles (Primo ufficiale), Sarine Sofair (Lhara), Samantha McEwan (Prostituta di Salladhor), Michael Hough (Uomo di Ferro), Anthony Boyle (Guardia dei Bolton), Conor Watters (Schiavo di Hizdahr zo Loraq), Gian Sanghera-Warren (Figlio del capraio), Mackenzie Dean.
- Capitoli trasposti dalle Cronache del ghiaccio e del fuoco: 67 (Tyrion IX) e 71 (Tyrion X) del romanzo Tempesta di spade (A Storm of Swords); 3 (Daenerys I), 10 (Davos I) e 13 (Reek I) del romanzo A Dance with Dragons.
- Tracce della colonna sonora presenti: What Is Dead May Never Die.
- Ascolti USA: telespettatori 6 399 000[23]
- Ascolti Italia (pay): telespettatori 223 189[24]

## Il campione
- Titolo originale: Mockingbird
- Diretto da: Alik Sakharov
- Scritto da: David Benioff e D.B. Weiss

### Trama
A Approdo del Re, Tyrion chiede a Jaime di combattere per lui nel duello contro ser Gregor, il campione scelto dall'accusa, richiamato nella capitale da Cersei, ma lo Sterminatore di Re rifiuta a causa delle sue scarse abilità nel combattimento, dovute alla perdita della mano destra. Il Folletto chiede allora di poter parlare con Bronn, il quale lo raggiunge nella sua cella alcuni giorni dopo, informandolo di essere stato promesso sposo a una donna di alto lignaggio, palese tentativo di corruzione di Cersei per non farlo combattere per il fratello, e di non avere alcuna possibilità contro la Montagna.
Sebbene abbia ormai perso tutte le speranze, Tyrion riceve un'inaspettata visita notturna dal principe Oberyn. Quest'ultimo rivela di averlo visto poco dopo la sua nascita, incuriosito dalle voci riguardanti il mostruoso figlio appena nato di Tywin Lannister. Tuttavia, Oberyn rimase deluso poiché in lui non vide nulla di mostruoso, ma solo un bambino, a differenza di Cersei, che cercò di ucciderlo già allora, fermata poi da Jaime. Oberyn, inoltre, si offre come suo campione al fine di vendicare le morti di sua sorella Elia, stuprata e in seguito uccisa dalla Montagna, e dei suoi due figli piccoli, uccisi anch'essi dalla Montagna.
Al Castello Nero, Jon e i superstiti dello scontro al rifugio di Craster vengono accolti dai loro confratelli.
 Successivamente, Jon consiglia a ser Alliser di sigillare il tunnel posto sotto alla Barriera, per evitare che l'esercito di Mance possa attraversarlo grazie alla forza dei giganti loro alleati; la sua richiesta viene però rifiutata.
A Roccia del Drago, Melisandre e la regina Selyse discutono della partenza imminente per la Barriera. Selyse desidera che sua figlia Shireen rimanga alla fortezza, ma la Donna Rossa le assicura che il volere del Signore della Luce è che la bambina lasci l'isola con loro.
A Meereen, Daenerys trova Daario nelle sue stanze private. Egli le dice che, dopo aver adempiuto a tutti gli ordini, si sta annoiando e quindi le chiede di fare uso dei suoi talenti in guerra e con le donne; a quel punto, la Madre dei Draghi gli ordina di togliersi gli abiti.
 Il mattino seguente, ser Jorah ricorda alla sua regina che non è saggio fidarsi di Daario e la donna gli risponde dicendo di conoscere la sua vera natura, pertanto lo ha allontanato da corte, inviandolo a Yunkai per uccidere tutti i padroni di schiavi superstiti. Jorah, a quel punto, le chiede di rivalutare la decisione di sterminare tutti gli schiavisti e Daenerys ammette di essere stata precipitosa, per cui propone di inviare, assieme a Daario, il nobile Hizdahr zo Loraq, in qualità di ambasciatore, per mettere i padroni di fronte a una scelta: accettare le regole della nuova regina o morire.
Sulla Strada del Re, Brienne e Podrick si fermano in una locanda, dove vengono serviti da Frittella. Quest'ultimo, venuto a conoscenza delle loro intenzioni di trovare Sansa per proteggerla, confessa a Brienne di aver conosciuto Arya e le dice anche che, l'ultima volta che l'ha vista, era un ostaggio della Fratellanza Senza Vessilli. Brienne e Pod decidono dunque di partire per la Valle di Arryn, dove è più probabile che i rapitori di Arya si siano diretti in cerca di una ricompensa e dove, considerato l'astio di Lysa verso i Lannister, è possibile che si trovi anche Sansa.
Nelle Terre dei Fiumi, Arya e Sandor si imbattono in un uomo gravemente ferito durante la razzia e l'incendio dei suoi possedimenti. Il Mastino uccide l'uomo per pietà, poi viene improvvisamente morso al collo da Mordente, uno dei tre famosi prigionieri, insieme a Jaqen, che il Guardiano della Notte Yoren intendeva reclutare. Sandor uccide il suo aggressore, per poi notare la presenza di Rorge, terzo e ultimo ex prigioniero di Yoren. Rorge viene infilzato all'improvviso da Arya, la quale si vendica così di un altro degli uomini che più odiava.
Più tardi, mentre il Mastino cerca di cucirsi da solo la ferita al collo, Arya si offre di cauterizzarla, ma l'uomo si rifiuta e racconta alla giovane Stark la storia della sua ustione al viso a opera di suo fratello Gregor, dalla quale è derivata poi la sua paura per il fuoco.
A Nido dell'Aquila, lord Robin viene schiaffeggiato da Sansa dopo aver distrutto la replica di Grande Inverno creata dalla giovane con la neve. Quando il ragazzino lascia i giardini, Sansa viene raggiunta da Petyr, il quale le dice di aver amato molto sua madre Catelyn e che il movente dell'omicidio di Joffrey era la vendetta. L'uomo le strappa così un bacio ma, prima che Sansa lo respinga, i due vengono visti da lady Lysa. Successivamente, la lady della Valle fa convocare sua nipote e l’affronta vicino alla Porta della Luna, dicendole di averla usata più volte per lanciare nel vuoto i suoi nemici e minacciandola di gettare anche lei attraverso essa. Le due donne vengono interrotte da Ditocorto, il quale, alla fine, convince Lysa a calmarsi. Dopo averle confessato di aver sempre amato solo Catelyn, Petyr lancia giù la donna dalla Porta della Luna.
- Durata: 51 minuti[25]
- Guest star: Pedro Pascal (Principe Oberyn Martell), Michiel Huisman (Daario Naharis), Owen Teale (Ser Alliser Thorne), Tara Fitzgerald (Regina Selyse Baratheon), Kate Dickie (Lady Lysa Arryn), Dominic Carter (Janos Slynt), Barry McGovern (Uomo morente), Mark Stanley (Grenn), Ben Crompton (Eddison Tollett), Josef Altin (Pypar), Daniel Portman (Podrick Payne), Lino Facioli (Lord Robin Arryn), Brenock O'Connor (Olly), Andy Beckwith (Rorge), Ben Hawkey (Frittella), Hafþór Júlíus Björnsson (Ser Gregor Clegane), Brian Fortune (Othell Yarwyck), Gerard Jordan (Mordente), Marko Jelic (Prigioniero).
- Capitoli trasposti dalle Cronache del ghiaccio e del fuoco: 66 (Arya XII), 67 (Tyrion IX) e 81 (Sansa VII) del romanzo Tempesta di spade (A Storm of Swords); 20 (Brienne IV) del romanzo Il banchetto dei corvi (A Feast for Crows); 3 (Daenerys I) del romanzo A Dance with Dragons.
- Tracce della colonna sonora presenti: Await the King's Justice, The North Remembers.
- Ascolti USA: telespettatori 7 195 000[26]
- Ascolti Italia (pay): telespettatori 273 773[27]

## La Vipera e la Montagna
- Titolo originale: The Mountain and the Viper
- Diretto da: Alex Graves
- Scritto da: David Benioff e D.B. Weiss

### Trama
A Città della Talpa, mentre discute con una prostituta, Gilly sente arrivare i bruti. Tormund, Styr e i loro uomini massacrano la popolazione, ma Gilly e il suo bambino vengono risparmiati da Ygritte.
La notizia dell'attacco dei bruti arriva al Castello Nero, dove Jon e i suoi confratelli sono preoccupati per l'imminente assedio, mentre Sam biasima se stesso per aver abbandonato Gilly.
Al Moat Cailin, Reek, su richiesta di Ramsay, si presenta agli Uomini di Ferro invasori come il loro Principe Theon Greyjoy e li convince a lasciare la fortezza da uomini liberi. Aperti i cancelli, però, Ramsay li cattura e li scuoia tutti, per poi consegnare il castello a suo padre, lord Roose. Per ripagare la sua lealtà, il Lord Protettore del Nord consegna a suo figlio un decreto reale che attesta la sua legittimità: Ramsay è ora un Bolton. Alla fine, padre e figlio, a capo del loro esercito, si dirigono verso la loro nuova casa: Grande Inverno.
A Meereen, Missandei viene a conoscenza dei sentimenti che Verme Grigio prova per lei.
 Successivamente, mentre gli Immacolati rimuovono i corpi crocifissi dei Grandi Padroni, un uccelletto di lord Varys consegna a ser Barristan una copia del perdono reale di re Robert per ser Jorah, scritta da lord Tywin. L'anziano cavaliere porta quindi il messaggio alla sua regina, non prima di aver informato Jorah. Mormont, infatti, si era messo a disposizione di Khal Drogo e Dany solamente per spiarla per conto di re Robert, per ottenere così il perdono reale e rompere l'esilio che gli era stato imposto da lord Stark; successivamente, però, aveva abbandonato tale piano perché si era reso conto di amare la giovane. Jorah viene chiamato a rispondere del suo tradimento di fronte a Daenerys, la quale lo esilia da Meereen senza ascoltare quello che ha da dirle, nemmeno quando lui confessa di averla amata.
A Nido dell'Aquila, Sansa rivela la propria identità ai vari Lord della Valle e, raccontando una serie di mezze verità, li convince del suicidio di lady Lysa, scagionando così lord Petyr. Quest'ultimo chiede poi a lord Yohn Royce di poter lasciare il Nido con il giovane lord Arryn: lui, Sansa e Robin visiteranno la Valle e si accerteranno che il ragazzo ottenga un'istruzione degna del suo titolo.
Arrivati alla Porta Insanguinata, Sandor e Arya vengono informati della morte di Lysa da ser Donnel Waynwood, con la piccola Stark che esplode in una fragorosa risata, in quanto il Mastino, per la seconda volta di seguito, non potrà avere la sua ricompensa in denaro.
A Approdo del Re, Tyrion e Jaime attendono l'inizio del combattimento in cella e iniziano una strana discussione su loro cugino Orson, ritardato mentale che si divertiva a schiacciare gli insetti con i sassi senza alcuna ragione. Suonate le campane, i due fratelli raggiungono l'arena: ser Gregor, campione di Cersei, affronta il principe Oberyn, il quale combatte per Tyrion. La Vipera Rossa (soprannome di Oberyn), grazie alla sua agilità, riesce a ferire e a far crollare la Montagna ma, per ottenere la sua confessione per i crimini commessi contro sua sorella Elia e i suoi figli, incluso il fatto che Tywin fosse il mandante dell'assassinio, posticipa il colpo di grazia, venendo così colto di sorpresa dall'avversario. Quest’ultimo confessa tutto quello che Oberyn voleva sentire, proprio mentre gli fracassa il cranio a mani nude, nello stesso modo in cui dice di aver ucciso Elia. A quel punto, lord Tywin dichiara colpevole suo figlio Tyrion e lo condanna a morte.
- Durata: 52 minuti[28]
- Guest star: Pedro Pascal (Principe Oberyn Martell), Indira Varma (Ellaria Sand), Michael McElhatton (Lord Roose Bolton), Ian McElhinney (Ser Barristan Selmy), Julian Glover (Gran Maestro Pycelle), Roger Ashton-Griffiths (Lord Mace Tyrell), Yuri Kolokolnikov (Styr), Jacob Anderson (Verme Grigio), Nathalie Emmanuel (Missandei), Mark Stanley (Grenn), Ben Crompton (Eddison Tollett), Josef Altin (Pypar), Paola Dionisotti (Lady Anya Waynwood), Rupert Vansittart (Lord Yohn Royce), Hafþór Júlíus Björnsson (Ser Gregor Clegane), Grahame Fox (Ralf Kenning), Lino Facioli (Lord Robin Arryn), Lois Winstone (Prostituta di Città della Talpa), Jody Halse (Adrack Humble), Alisdair Simpson (Ser Donnel Waynwood), Richard Doubleday (Ser Vance Corbray), Lu Corfield (Tenutaria di Città della Talpa), Tim Landers (Kegs), Cormac McDonagh (Jack Bulwer), Andy Moore (Mully), Samuel Paul Small (Uccelletto di Lord Varys).
- Capitoli trasposti dalle Cronache del ghiaccio e del fuoco: 56 (Jon VII), 71 (Tyrion X), 72 (Daenerys VI) e 73 (Jaime IX) del romanzo Tempesta di spade (A Storm of Swords); 11 (Sansa I) e 23 (Alayne I) del romanzo Il banchetto dei corvi (A Feast for Crows); 21 (Reek II) e 33 (Reek III) del romanzo A Dance with Dragons.
- Tracce della colonna sonora presenti: I'm Sorry for Today, Thenns, Forgive Me (4ª st.), Take Charge of Your Life.
- Ascolti USA: telespettatori 7 166 000[29]
- Ascolti Italia (pay): telespettatori 226 362[30]

## Il coraggio di pochi
- Titolo originale: The Watchers on the Wall
- Diretto da: Neil Marshall
- Scritto da: David Benioff e D.B. Weiss

### Trama
Sul lato nord della Barriera giunge l'immenso esercito di centomila uomini di Mance e così i bruti possono finalmente attaccare da entrambi i lati: un esercito cerca di scalare la parete di ghiaccio, mentre il gruppo di Tormund, Ygritte e Styr attacca il Castello Nero da sud.
Quando due giganti e un mammut tentano di sfondare il cancello della Barriera, ser Alliser ammette a Jon di aver sbagliato a ignorare il suo suggerimento di sigillare il tunnel, poi scende dalla cima della Barriera e va al castello per combattere, lasciando in carica lord Janos. Quest’ultimo si rivela essere un comandante incompetente e codardo; infatti, ben presto, viene fatto scendere anche lui al livello principale da Grenn con una scusa, in modo tale da lasciare Jon al comando.
Successivamente, Grenn e altri cinque Corvi Neri vengono inviati al cancello per difenderlo dai giganti: l'azione ha successo, ma al costo delle loro stesse vite.
Al Castello Nero, il diversivo di Tormund causa scompiglio tra i Guardiani della Notte: Pyp viene ucciso da Ygritte e muore tra le braccia di Sam, il quale riesce poi a uccidere un bruto facente parte del clan dei Thenn.
Ser Alliser rimane ferito ed è incapacitato a continuare a combattere, così Jon delega la difesa della Barriera a Edd e scende al castello, prendendo lui stesso il comando dei Guardiani: fa liberare il suo meta-lupo Spettro e affronta Styr, uccidendolo.
Nel bel mezzo della battaglia, Ygritte vede Jon e pertanto si prepara a colpirlo con una freccia, ma alla fine esita e viene uccisa alle spalle dal piccolo Olly. Jon le si avvicina in lacrime e stringe Ygritte a sé mentre sta morendo.
I Guardiani della Notte riescono infine a prevalere sui bruti e Tormund, unico sopravvissuto, viene preso prigioniero per essere interrogato. Nel frattempo, Edd ordina il lancio della Falce, una gigantesca arma segreta della Barriera che spazza via gli scalatori nemici.
L'esercito dei bruti, sconfitto da entrambi i lati, si ritira, ma tutti sanno che è solo una tregua e pertanto Jon decide di avventurarsi a nord per trovare e uccidere Mance, come soluzione definitiva per risolvere il conflitto e frammentare i vari clan bruti.
- Durata: 51 minuti[31]
- Guest star: Peter Vaughan (Maestro Aemon), Owen Teale (Ser Alliser Thorne), Dominic Carter (Janos Slynt), Mark Stanley (Grenn), Ben Crompton (Eddison Tollett), Yuri Kolokolnikov (Styr), Josef Altin (Pypar), Brenock O'Connor (Olly), Joseph Gatt (Metamorfo dei Thenn), Ian Whyte (Dongo), Neil Fingleton (Mag Mar Tun Doh Weg).
- Capitoli trasposti dalle Cronache del ghiaccio e del fuoco: 56 (Jon VII), 65 (Jon VIII) e 74 (Jon X) del romanzo Tempesta di spade (A Storm of Swords).
- Tracce della colonna sonora presenti: I Am Hers, She Is Mine, Watchers on the Wall, Thenns, The Biggest Fire the North Has Ever Seen, Let's Kill Some Crows.
- Ascolti USA: telespettatori 6 948 000[32]
- Ascolti Italia (pay): telespettatori 183 568[33]

## I Figli della Foresta
- Titolo originale: The Children
- Diretto da: Alex Graves
- Scritto da: David Benioff e D.B. Weiss

### Trama
Oltre la Barriera, Jon riesce ad arrivare all'accampamento di Mance e finge di voler negoziare con lui. Il Re Oltre la Barriera acconsente a un accordo di pace, ma si accorge che Jon è lì per ucciderlo e pertanto ne ordina l'esecuzione. In quel preciso momento, però, Stannis e il suo esercito invadono e sconfiggono l'esercito dei bruti, ordinando a Mance di inginocchiarsi davanti a lui.
Scoperta l'identità del figlio bastardo di lord Eddard Stark, Stannis lo salva e segue i suoi consigli.
Al Castello Nero, intanto, i capoclan bruti vengono imprigionati e i cadaveri vengono cremati. Qui Tormund, ora prigioniero, rivela che Ygritte era realmente innamorata di Jon, motivo per cui chiede e ottiene che il suo corpo venga cremato al di là della Barriera, in segno di rispetto.
A Meereen, la regina Daenerys ascolta le richieste dei suoi cittadini. A un anziano ex schiavo, scontento dell'attuale libertà, Dany concede il permesso di ritornare temporaneamente al servizio del suo ex padrone. Il cittadino successivo, un pastore, le porta invece i resti carbonizzati di sua figlia, bruciata viva da Drogon, il drago nero, libero e ormai fuori controllo; Daenerys decide quindi di rinchiudere e incatenare gli altri due draghi, Rhaegal e Viserion, nelle catacombe della città, per prevenirne la fuga.
Nel frattempo, Bran, Jojen, Meera e Hodor arrivano finalmente al grande Albero del Cuore visto da Bran nelle sue visioni, ma vengono attaccati da alcuni non-morti, che feriscono gravemente Jojen; Meera gli infligge il colpo di grazia e una Figlia della Foresta (Foglia) sopraggiunta sul luogo brucia il corpo. Alla fine, i tre superstiti riescono a fuggire verso le caverne situate sotto all'Albero del Cuore.
 All'interno delle grotte, nelle quali i non-morti non possono entrare, Foglia porta Bran al cospetto del Corvo a Tre Occhi: un uomo molto anziano, seduto su uno scranno situato tra le radici dell'Albero, che avviluppano tutto il suo corpo. Il vecchio dice al ragazzo che non potrà mai più camminare, bensì riuscirà a volare.
A Approdo del Re, Cersei ordina a Qyburn che venga fatto di tutto per salvare la Montagna, morente per il veleno presente sulla lancia della Vipera Rossa che l’ha colpito: il maestro rinnegato chiede e ottiene il permesso di usare metodi poco ortodossi.
Successivamente, Cersei affronta suo padre e si rifiuta di sposare ser Loras, minacciando di rivelare pubblicamente il suo rapporto incestuoso con Jaime; Tywin, reticente alla verità, sembra tristemente rassegnato.
Quella stessa notte, Jaime e Varys aiutano Tyrion a evadere dalle prigioni ma, prima di fuggire, il nano si reca nella camera da letto del padre, dove trova Shae, stesa nel letto del Primo Cavaliere. Adirato, Tyrion la uccide soffocandola con la sua stessa collana-regalo, poi ammazza Tywin con due colpi di balestra.
Poco dopo, Varys trova il Folletto e lo scorta al porto, nascondendolo su una nave in procinto di attraversare il Mare Stretto. Mentre si sta allontanando, l’eunuco ode le campane che segnalano la morte del Primo Cavaliere e pertanto decide frettolosamente di fuggire da Approdo del Re.
Sulla Strada Alta che conduce alla Valle di Arryn, Brienne e Podrick incontrano casualmente Arya e il Mastino. La donna cerca di persuadere la ragazza a seguirla, ma Sandor la sfida in un combattimento da cui esce mortalmente ferito. Successivamente, l'uomo chiede a Arya di dargli il colpo di grazia e di seguire Brienne, ma la ragazzina lo ignora e ruba il suo denaro, sfuggendo anche alla donna guerriera.
 Raggiunto un molo, Arya chiede al capitano di una nave lì vicina di portarla alla Barriera, ma la nave è in realtà diretta a Braavos. La ragazza, allora, grazie alla moneta datale tempo prima da Jaqen, ottiene inaspettatamente un passaggio per la città libera.
- Durata: 65 minuti[34]
- Guest star: Ciarán Hinds (Mance Rayder), Peter Vaughan (Maestro Aemon), Julian Glover (Gran Maestro Pycelle), Anton Lesser (Qyburn), Ian McElhinney (Ser Barristan Selmy), Struan Rodger (Corvo con tre occhi), Thomas Brodie-Sangster (Jojen Reed), Ellie Kendrick (Meera Reed), Kristian Nairn (Hodor), Tara Fitzgerald (Regina Selyse Baratheon), Dominic Carter (Janos Slynt), Jacob Anderson (Verme Grigio), Nathalie Emmanuel (Missandei), Mark Stanley (Grenn), Ben Crompton (Eddison Tollett), Josef Altin (Pypar), Daniel Portman (Podrick Payne), Trevor Allan Davies (Fennesz), Brenock O'Connor (Olly), Kerry Ingram (Principessa Shireen Baratheon), Octavia Selena Alexandru (Foglia), Hafþór Júlíus Björnsson (Ser Gregor Clegane), Darren Kent (Capraio), Gary Oliver (Ternesio Terys), Ian Whyte (Dongo), Alice Hewkin (Figlia della Foresta).
- Capitoli trasposti dalle Cronache del ghiaccio e del fuoco: 74 (Jon X), 75 (Arya XIII), 77 (Jon XI) e 78 (Tyrion XI) del romanzo Tempesta di spade (A Storm of Swords); 8 (Cersei II), 15 (Brienne III), 32 (Brienne VI) del romanzo Il banchetto dei corvi (A Feast for Crows); 2 (Tyrion I), 3 (Daenerys I), 12 (Daenerys II) e 14 (Bran II) del romanzo A Dance with Dragons.
- Tracce della colonna sonora presenti: White Walkers, Breaker of Chains, Three Eyed Raven, Oathkeeper, You Are No Son of Mine, The Real North, He Is Lost, I Only See What Matters, The Children.
- Ascolti USA: telespettatori 7 093 000[35]
- Ascolti Italia (pay): telespettatori 247 563[36]